# Serapicamptis bevilacquae
Serapicamptis bevilacquae är en orkidéart som först beskrevs av Albert Julius Otto Albertus Giulio Ottone Penzig, och fick sitt nu gällande namn av Julian Mark Hugh Shaw. Serapicamptis bevilacquae ingår i släktet Serapicamptis och familjen orkidéer. Inga underarter finns listade i Catalogue of Life.